# ルアン・マルチンス・ペレイラ
ルアンジーニョ（Luanzinho）ことルアン・マルチンス・ペレイラ（ポルトガル語: Luan Martins Pereira、2000年4月21日 - ）は、ブラジルのサッカー選手。ポジションはMF。

## クラブ歴
ロンドニア州アリケメスに生まれ、2014年8月にアヴァイFCの下部組織に加入。2017年7月にクラウジネイ・オリヴェイラ監督によってトップチームに昇格。翌8月3日の試合でヴェリントン・シミオンに代わって途中投入されカンピオナート・ブラジレイロ・セリエA初出場および選手初出場を記録した。9月には2021年まで契約を更新した。
2020年2月にシャールジャFCに完全移籍。

## 家族
父のエジソン・ペレイラも元サッカー選手。兄のヘナンジーニョも元サッカー選手であったが、脳腫瘍のため20歳で没した。